# Powiat de Dębica
Pour les articles homonymes, voir Dębica (homonymie).
Le powiat de Dębica (polonais : powiat dębicki) est un powiat polonais appartenant à la voïvodie des Basses-Carpates.

## Division administrative

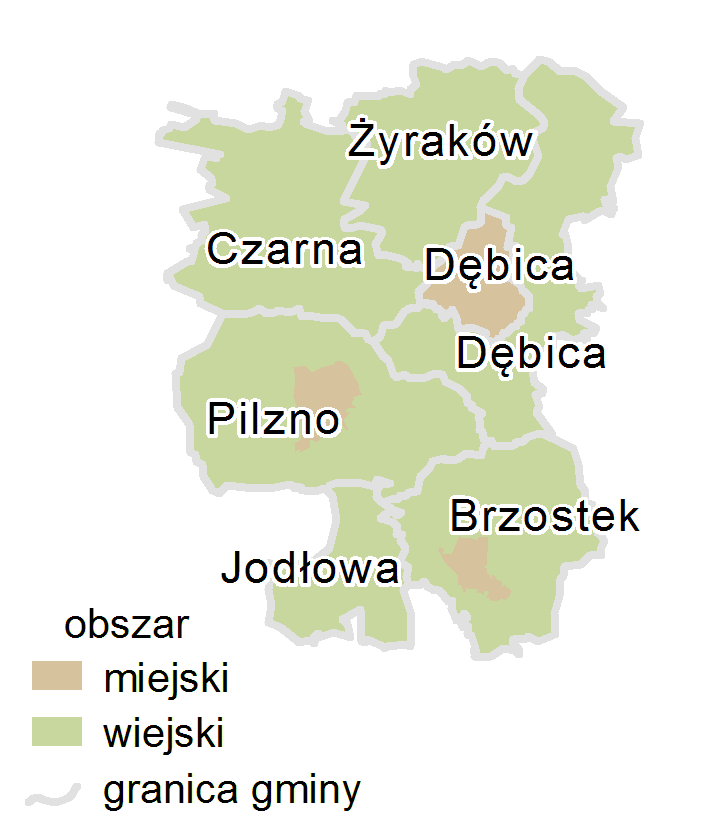
Carte du powiat (urbain en marron et rural en vert)

Le powiat comprend 7 communes :
| Commune (gmina)                                 | Type           | Superficie (km²) | Population (2006) | Chef-lieu |
| Dębica                                          | urbaine        | 34,1             | 46 955            |           |
| Dębica                                          | rurale         | 137,6            | 23 953            | Dębica *  |
| Pilzno                                          | urbaine-rurale | 165,2            | 17 289            | Pilzno    |
| Żyraków                                         | rurale         | 110,3            | 13 328            | Żyraków   |
| Brzostek                                        | urbaine-rurale | 122,6            | 13 022            | Brzostek  |
| Czarna                                          | rurale         | 147,0            | 12 487            | Czarna    |
| Jodłowa                                         | rurale         | 59,9             | 5 439             | Jodłowa   |
| * le chef-lieu ne fait pas partie de la commune |                |                  |                   |           |